# Gelbschwanz-Preußenfisch
Der Gelbschwanz-Preußenfisch (Dascyllus flavicaudus) ist eine Art aus der Familie der Riffbarsche (Pomacentridae). Die Fische leben im südöstlichen Pazifik von den Gesellschaftsinseln über den Tuamotu-Archipel bis nach Rapa Iti und den Pitcairninseln. Er ersetzt dort den nah verwandten, aber dort nicht vorkommenden Netz-Preußenfisch (Dascyllus reticulatus).

## Merkmale
Gelbschwanz-Preußenfische werden neun bis zwölf Zentimeter lang. Ihre Körperhöhe ist mit einem Verhältnis von 1/1,4-1,6 (Körperhöhe / Körperlänge) sehr hoch. Mit Ausnahme des gelblichen bis gelblich-weißen Schwanz und dem hellen hinteren Abschnitt der Rückenflosse ist ihr Körper dunkel, schwärzlich-braun bis schwärzlich-violett. Die dunkeln Schuppenränder ergeben bei nicht allzu schwärzlichen Fischen eine Netzzeichnung. Entlang des Seitenlinienorgans haben Gelbschwanz-Preußenfisch 17 bis 20 Schuppen. Die Anzahl der Kiemenreusenfortsätze beträgt 26 bis 29.
- Flossenformel: Dorsale XII/15-16, Anale II/13-14, Pectorale 19-20.

## Lebensweise
Die Fische leben in Korallen und Felsriffen in Tiefen von 3 bis 40 Metern. Gelbschwanz-Preußenfische ernähren sich von Ruderfußkrebsen, anderen kleinen planktonischen Krebstieren und Algen. Die Fische sind wie alle Riffbarsche Substratlaicher und kleben ihren Laich in einer Höhle oder versteckten Nische an die Wand. Das Männchen bewacht den Laich. 